# Ćhatra

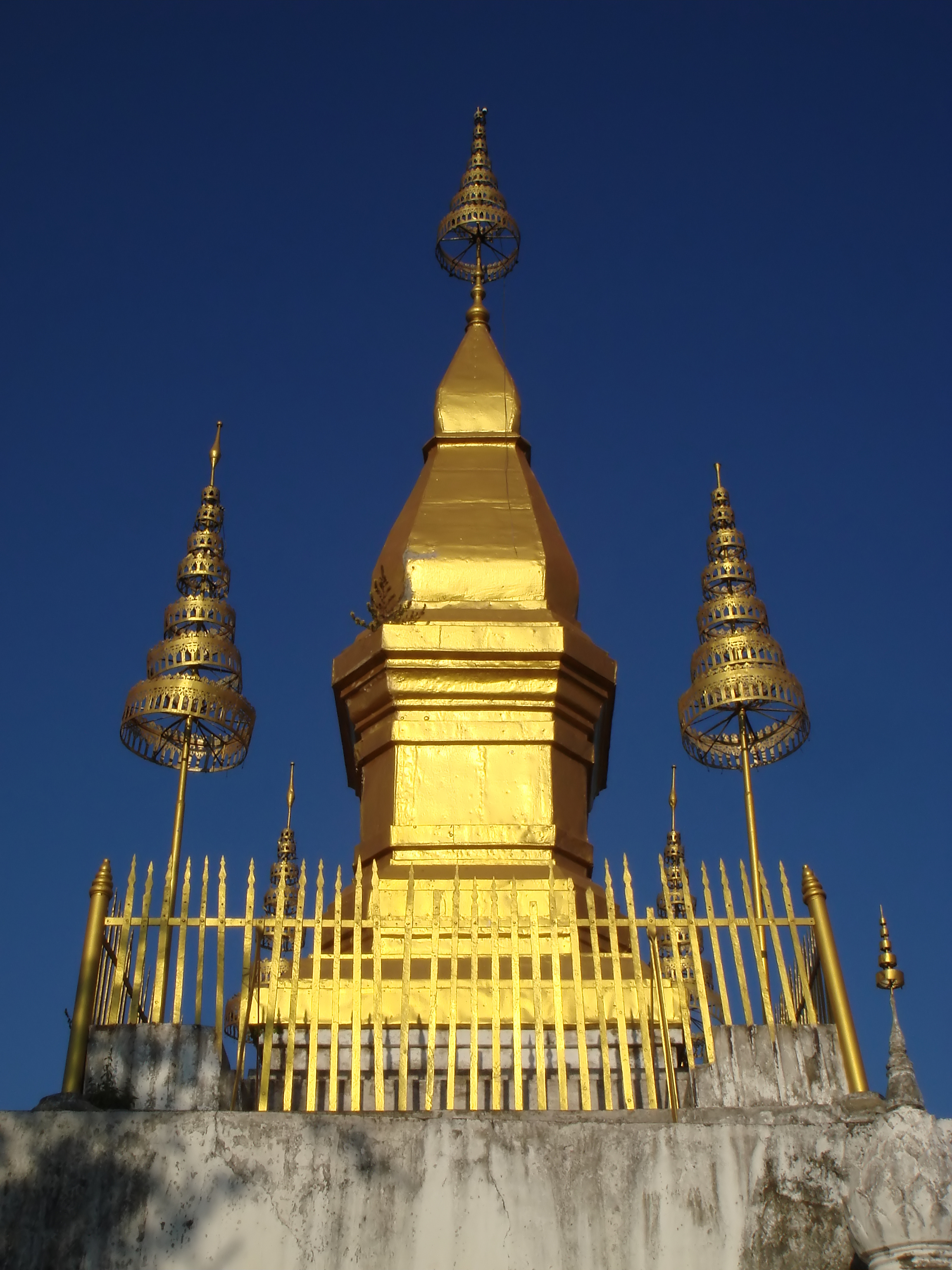
Ćhatra na stupie w Luang Prabang

Ćhatra (sanskryt: parasol) – parasol symbolizujący sakralny charakter osoby lub miejsca. W architekturze element często występujący na szczycie stupy, może ich być więcej, nawet 33. Podtrzymywane są przez maszt zwany ćhatrawala umieszczony nad harmiką (relikwiarzem). Umieszczone piętrowo parasole w postaci talerzy mogły wpłynąć na charakterystyczny kształt pagody w Chinach i Japonii.